# The Last House on the Left (2009)
The Last House on the Left is een Amerikaanse thriller uit 2009. De film werd geregisseerd door Dennis Iliadis en is gebaseerd op de gelijknamige film uit 1972 van Wes Craven, die in deze film als producent optreedt. De film werd voorts in Zuid-Afrika opgenomen.
The Last House on the Left werd op gemengde reacties ontvangen. Bij IMDB behaalt hij 66%, bij Metacritic 42% en bij Rotten Tomatoes 41%. Regisseur Dennis Iliadis won voor deze film een zilveren raaf op het Brussels International Festival of Fantastic Film.

## Verhaal
Mari gaat met haar ouders John en Emma op vakantie naar hun afgelegen buitenverblijf aan een meer. Ze leent de auto om in het dorp haar vriendin Paige op te zoeken, die werkt in een kruidenierszaak. Aldaar ontmoeten ze Justin, een leeftijdsgenoot die hen aanbiedt cannabis te roken in zijn motelkamer. Tijdens die bezigheid komen onverwacht Justins vader Krug, diens vriendin Sadie en broer Francis binnen. Het drietal wordt gezocht voor de moord op twee agenten die Krug naar de gevangenis brachten. Omdat Krugs foto op de voorpagina van de kranten staat gijzelen ze Mari en Paige. Onderweg in Mari's auto probeert die te ontsnappen, waardoor het voertuig van de baan afraakt en tegen een boom rijdt. De drie misdadigers zijn boos en beginnen Mari en Paige te mishandelen. Paige vlucht, maar wordt bijgehaald en door Krug doodgestoken. Vervolgens probeert Krug Justin zover te krijgen dat hij Mari verkracht, maar die wil niet. Daarop verkracht Krug haar zelf. Na die daad probeert Mari langs het meer te ontkomen, maar wordt door Krug neergeschoten.
Wat later steekt een onweer op en het gestrande viertal klopt aan bij John en Emma om te schuilen. Voor ze naar het gastenverblijf worden geleid laat Justin een kettinkje dat Mari om had achter in de keuken. Later die nacht slaagt het zwaargewonde meisje erin het huis te bereiken en wordt op de veranda gevonden door haar ouders. Haar vader, die dokter is, verzorgt haar, maar ze moet dringend naar een ziekenhuis. Inmiddels heeft haar moeder het kettinkje gevonden waardoor ze weten dat hun logees de daders zijn. Als Francis die nacht naar het huis komt ontstaat een gevecht en hij komt om. John en Emma brengen Mari naar de motorboot maar vinden de sleutels ervan niet. Daarop gaan ze gewapend met een golfclub en een mes naar het gastenverblijf. Daar zit Justin met Krugs pistool in handen, maar hij geeft het wapen aan John. Hij schiet op Sadie die slechts een schampschot oploopt maar die na een lang gevecht door Emma wordt doodgeschoten. Krug ontkomt intussen naar het huis waar hij na een kat-en-muisspel zijn zoon neersteekt en bijna John doodt, maar uiteindelijk door Emma wordt overmeesterd. Vervolgens brengen ze Mari met de motorboot weg.
Later heeft John Krug vanaf de hals verlamd door enkele zenuwen door te snijden en zijn hoofd in een microgolfoven gelegd. Die zet hij aan waarop Krugs hoofd uiteen spat.

## Rolverdeling

### Protagonisten
- Sara Paxton als Mari Collingwood, tienermeisje en begaafd zwemster.
- Tony Goldwyn als John Collingwood, Mari's vader en dokter van beroep.
- Monica Potter als Emma Collingwood, Mari's moeder.
- Martha MacIsaac als Paige, Mari's vriendin.

### Antagonisten
- Garret Dillahunt als Krug, de bendeleider.
- Riki Lindhome als Sadie, Krugs vriendin.
- Aaron Paul als Francis, Krugs broer.
- Spencer Treat Clark als Justin, Krugs tienerzoon.